# Kromlau
Kromlau (Oppersorbisch: Kromola) is een plaats in de Duitse gemeente Gablenz (Oberlausitz), deelstaat Saksen.

## Bezienswaardigheden
In het Kromlauer Park, vermaard om zijn orchideeën, azalea's en rhodondendrons,ligt de Rakotzbrug, die met haar spiegelbeeld in het Rakotzmeer bijna een cirkel vormt. De 55 meter lange brug is tussen 1863 en 1882 gebouwd van lokaal bazaltsteen. Ze wordt ook wel Duivelsbrug genoemd.